# Herman Siegumfeldt
Herman Carl Siegumfeldt (født 18. september 1833 på Haregabsgaarden i Esbønderup Skovhuse ; død 27. juni 1912 i København) var en dansk maler. Han er søn af landmand Heinrich Anton Siegumfeldt og Maren Cathrine født Schou.
Siegumfeldt blev som 11-årig optaget på Kunstakademiet og senere elev hos Niels Simonsen. Som 17-årig fik han Den mindre sølvmedalje, men opnåede aldrig den større.
Han sad i trange kår, måtte ernære sig ved håndværksarbejde og havde derfor kun lidt tid til maleriet. 1860 fik han på en rejse til Sverige en alvorlig skade på højre arm, så han fik vanskeligt ved at færdiggøre billeder.
Efter nogle år kunne han imidlertid udstille billedet En Sømand bringer Efterretninger om en afdød, som han fik solgt til Kunstforeningen, og Akademiet (Det Kongelige Akademi for de Skønne Kunster?) tildelte ham 1863 et rejsestipendium, så han i to år kunne studere i Belgien, Frankrig og Italien.
På grund af betændelse i højre hånds tommelfinger måtte den amputeres, og han tog mod en plads som skriver på Østifternes Sindssygeanstalt 1872-75. Hans tilstand forbedredes dog efter nogle år, og 1880 blev Siegumfeldt kaldet til medlem af Akademiet. På bestilling af udstillingskomiteen udførte han portrætter af malerne Heinrich Hansen (1878) og Vilhelm Kyhn (1882) samt af medaljør Harald Conradsen (1888).
Siegumfeldt er begravet på Assistens Kirkegård i København.
| - Portrætmalerier af Herman Siegumfeldt - Grevinde Julie Louise Sophie Trampe, f. komtesse Ahlefeldt-Laurvigen, 1876 - Johan baron Christian Bille Brahe, 1883 - Maria baronesse Caroline Vilhelmine Bille Brahe, née Moltke, 1883 - Hofurmager 'hofkronometerfabrikant' Stephen Emil Dahl - Portræt af siddende kvinde - Portræt af ældre kvinde |

| - Genremalerier af Herman Siegumfeldt - Kvinde byder børn på æbler, 1856 - Fra Landet, 1862/ Bondestue - Bondestue med pige, der fremviser kyllinger i en kurv, 1860 - Kurtiserende par, 1861 - Fangsten bringes i land |

| - Andre værker af Herman Siegumfeldt - Pige ved skrivebord, 1858 - Ung kvinde ved skakbræt - Interiør fra en kunstners atelier - Udsigt mod Vesuv, 1864 - Alterbillede. Sankt Pauls Kirke, Århus - Landbohus, bondehus |